# Foie gras

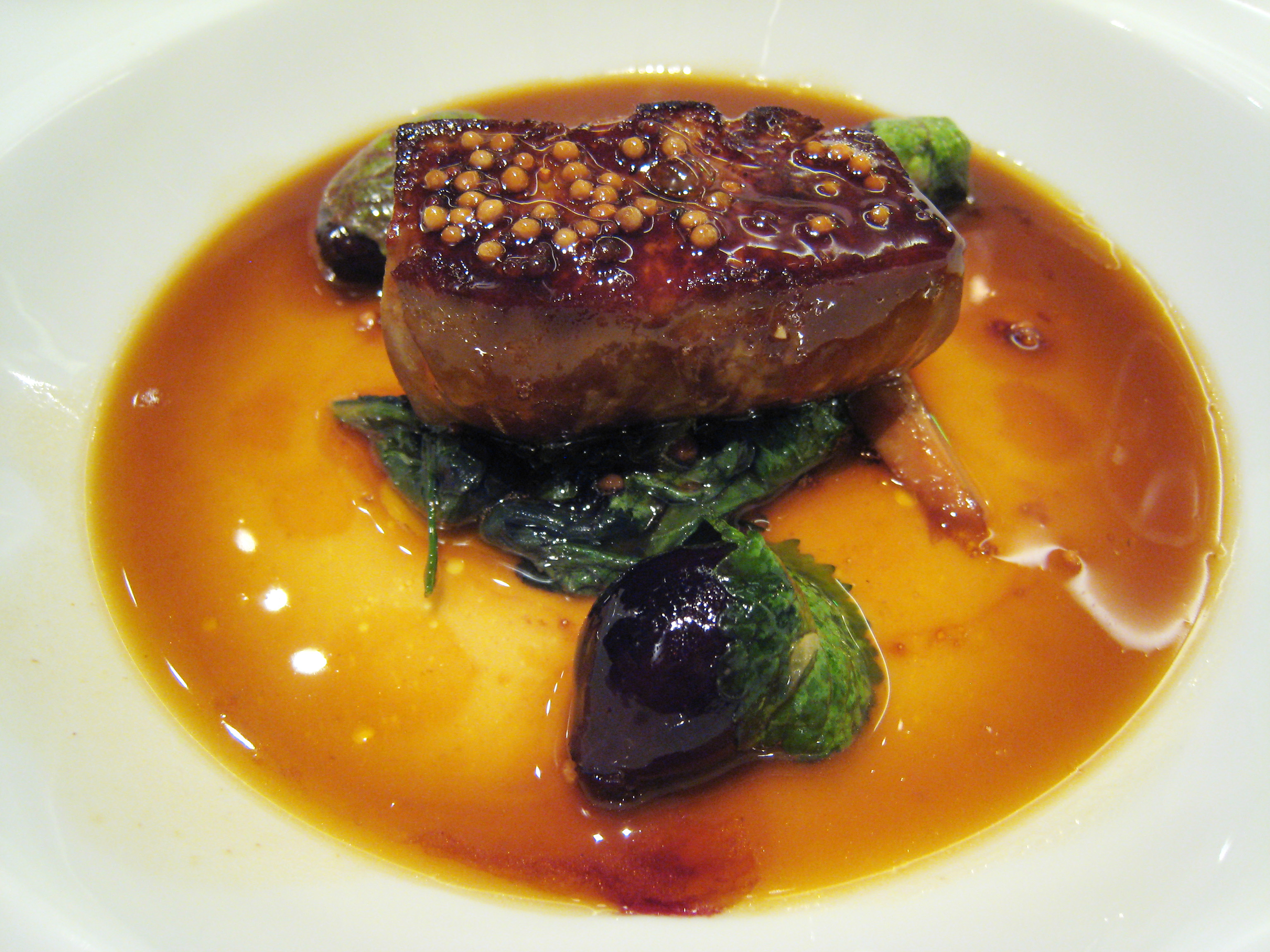
Gåslever, senapsfrön och gröna lökar stekt i ankspad

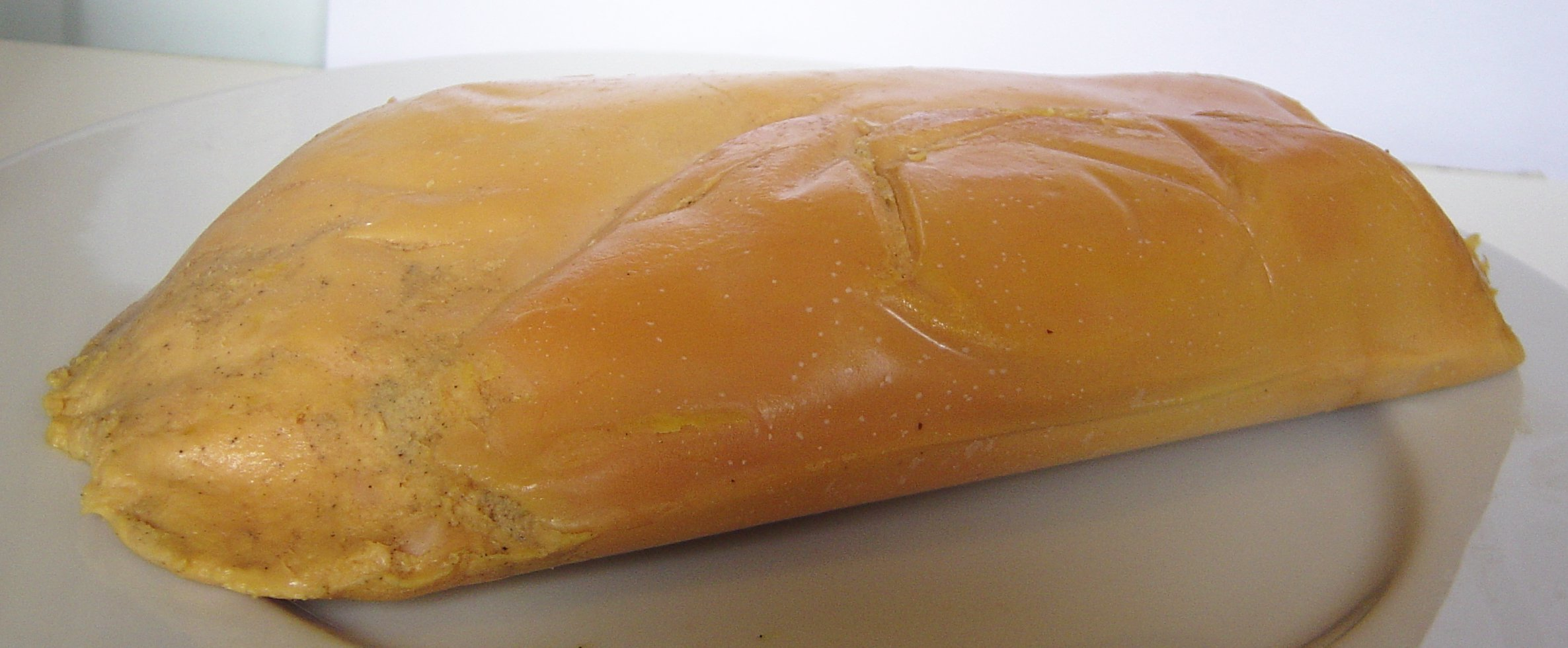
En hel foie gras

Foie gras (franska: ung. fet lever) är levern från gäss eller ankor, som har blivit onaturligt gödda för att deras lever skall bli extra fet. Fåglarna tvångsmatas  enligt en metod som på franska kallas gavage vilket innebär att ett långt rör förs ned i djurens matstrupe och därefter pumpas en fett- och kolhydratrik matblandning ner i strupen via röret. Detta upprepas två till tre gånger om dagen i ungefär en månads tid innan fåglarna slaktas. 

## Historia

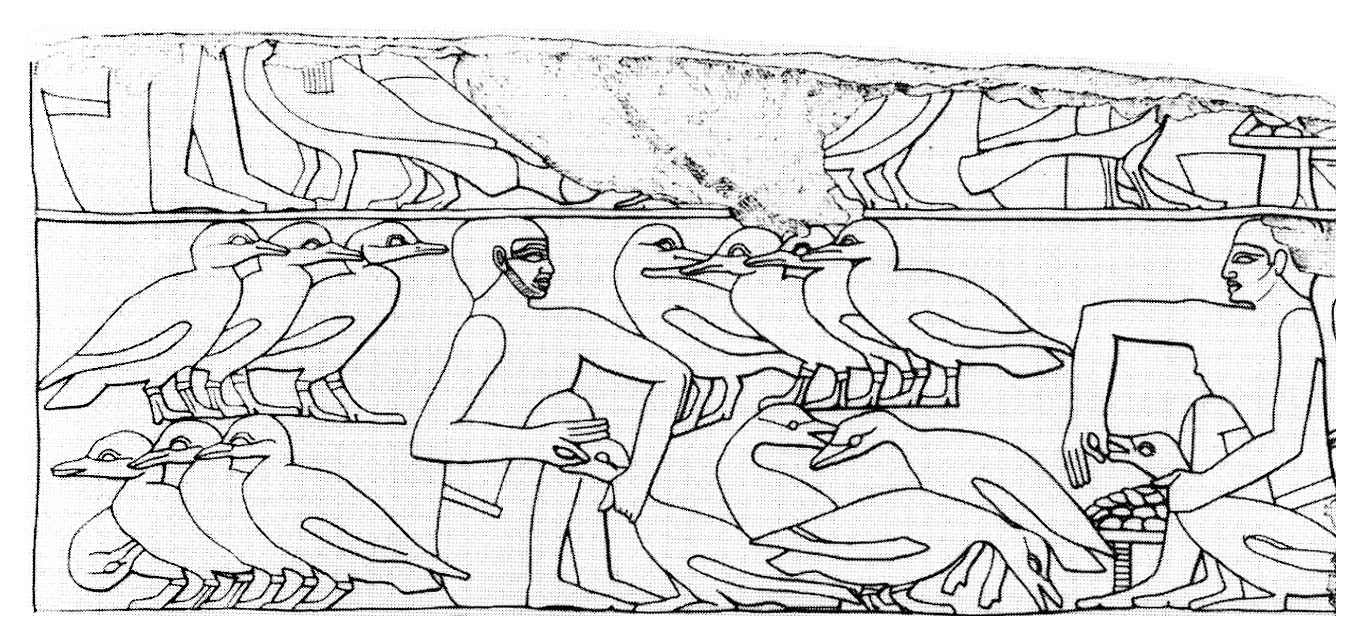
En skildring på en egyptisk basrelief av övergödning av gäss

Gåsleverns historia kan spåras tillbaka till det antika Egypten för 4 500 år sedan, när gäss och änder mellanlandade på Nilens flodbanker för att äta upp sig. Egyptierna upptäckte den speciella smaken på deras lever och försökte återskapa den på egen hand. 
De gamla grekerna och romarna fortsatte traditionen, som spreds till Frankrike i och med romarrikets utvidgning. Ett betydande majsjordbruk under 1700-talet gjorde att produktionen fick fäste i sydvästra Frankrike, som fortfarande anses vara ank- och gåsleverns centrum.

## Kontroverser
Den onaturligt stora mängd mat som fåglarna dagligen tvingas äta gör att stora mängder fett lagras i levern, en i grunden fullt naturlig mekanism som kallas hepatisk steatos, och gör att flyttfåglar kan lagra stora mängder fett inför sin flytt till vinter- eller sommarhabitatet. Vid spontan självgödning kommer levern sällan upp i mer än ca två gånger sin vanliga storlek, men vid tvångsmatning (så kallad gavage) är tiofaldiga ökningar inte ovanliga. Gavage är förbjuden i ett flertal länder, däribland Sverige.

## Gastronomi
Foie gras anses vara en av det franska kökets största delikatesser och brukar serveras helstekt eller i form av en paté (gåsleverpaté, pâté de fois gras), ofta tillsammans med champagne eller ett sött vin (exempelvis Sauternes).

## Fotnoter
1. ↑  ”Browsing Posts tagged Foie gras” (på engelska). Britannica Advocacy for Animals. Arkiverad från originalet den 8 augusti 2012. https://web.archive.org/web/20120808064210/http://advocacy.britannica.com/blog/advocacy/tag/foie-gras/.
2. ↑  ”Gåsleverns historia”. foiegrasgourmet.com. Arkiverad från originalet den 28 maj 2015. https://web.archive.org/web/20150528185238/https://www.foiegrasgourmet.com/sv/gasleverns-historia. Läst 28 maj 2015.
3. ↑  ”Produktionav ank- och gåslever (Foie Gras)”. Djurens Rätt. Arkiverad från originalet den 15 december 2013. https://web.archive.org/web/20131215131257/http://www.djurensratt.se/vara-fragor/internationellt-arbete/las-mer/produktion-av-ank-och-gaslever. Läst 15 december 2013.